# Mulher da Água
Mulher da Água é um óleo sobre tela da autoria do pintor português Henrique Pousão. Pintado em 1883 e mede 144 cm de altura e 133,5 cm de largura.
A pintura pertence ao Museu Nacional de Soares dos Reis de Porto.